# ادیسون (آلبوم)
ادیسون (انگلیسی: Addison) نخستین آلبوم استودیویی خوانندهٔ آمریکایی ادیسون ری می‌باشد که در ۶ ژوئن سال ۲۰۲۵ از سوی کلمبیا رکوردز و از لانگ از ایم دنسینگ منتشر گردید. پیش از انتشار آلبوم، چهار تک‌آهنگ از آن منتشر شدند: «پپسی رژیمی»، «آکوامارین»، «های فشن» و «هدفون بذار» و «شهرت یک اسلحه است».

## پس‌زمینه
ادیسون ری ابتدا به عنوان یک تولیدکنندهٔ محتوا در تیک‌تاک به شهرت رسید، جایی که بیش از ۸۸ میلیون دنبال‌کننده جذب کرد. سپس وارد عرصهٔ بازیگری و خوانندگی شد، که زمینه‌ساز آن عشق او به موسیقی پاپ بود. در ۱۸ اوت ۲۰۲۳، ری اولین آلبوم چندآهنگهٔ خود با عنوان ای‌آر را منتشر کرد که شامل تک‌آهنگ آغازین او با نام «شیفته» و چهار ترانهٔ دیگر بود، از جمله همکاری با خواننده و ترانه‌پرداز بریتانیایی چارلی ایکس‌سی‌ایکس. ری فاش کرد که ایکس‌سی‌ایکس نقش مهمی در شکل‌گیری مسیر موسیقی او پس از انتشار این ترانه ایفا کرده است. در مصاحبه‌ای با وگ در سال ۲۰۲۳، او دربارهٔ آرزوهای موسیقی‌اش گفت که تمایل دارد «کنترل کامل بر انجام کارها به همان شکلی که در ذهنم تصور می‌کنم داشته باشم» و این آلبوم چندآهنگه را به عنوان «یادداشت پایانی بر سال‌های گذشته» و «گامی به جلو در حرفه‌ام» توصیف کرد.